# Chicago Blackhawks
A Chicago Blackhawks Illinois állam Chicago városának profi jégkorongcsapata. A klub a National Hockey League nyugati főcsoportjában játszik a központi divízióban. 1926-os alapításuk óta hat Stanley-kupát és tizenöt divízió győzelmet szereztek. A Blackhawks tagja volt az NHL Original Six érának a Detroit Red Wings, Montreal Canadiens, Toronto Maple Leafs, Boston Bruins es a New York Rangers mellett. 1994-ben csarnokot váltottak, a 65 évig használt Chicago Stadiumot a United Centerre cserélték.

## Klubrekordok
Pályafutási rekordok (csak a Blackhawks-szal)
- Legtöbb szezon a csapatnál: 22, Stan Mikita
- Legtöbb mérkőzés: 1394, Stan Mikita
- Legtöbb gól: 604, Bobby Hull
- Legtöbb gólpassz: 926, Stan Mikita
- Legtöbb pont: 1467, Stan Mikita
- Legtöbb kiállitásperc: 1495, Chris Chelios
- Legtöbb zsinorban játszott mérkőzés: 884, Steve Larmer

Szezonrekordok
- Legtöbb gól: 58, Bobby Hull (1958–1959)
- Legtöbb gólpassz: 87, Denis Savard (1987–1988)
- Legtöbb pont: 131, Denis Savard (1987–1988)
- Legtöbb kiállitásperc: 408, Mike Peluso (1991–1992)

Kapusrekordok - pályafutás
- Legtöbb shutout: 74, Tony Esposito

Kapusrekordok - szezon
- Legtöbb shutout: 15, Tony Esposito (1969–1970)

## Visszavonultatott mezszámok
- 01 Glenn Hall (1988. november 20.)
- 03 Keith Magnuson (2008. november 12.)
- 03 Pierre Pilote (2008. november 12.)
- 07 Cheis Chelios (2024. február 25.)[1]
- 09 Bobby Hull (1983. december 18.)
- 18 Denis Savard (1998. március 19.)
- 21 Stan Mikita (1980. október 19.)
- 35 Tony Esposito (1988. november 20.)
- 81 Marián Hossa (2022. november 20.)[2]

## Jelenlegi keret
Csatárok
Hátvédek
Kapusok